# ハスティングス・ブワルヤ
ハスティングス・ブワルヤ（Hastings Bwalya、1985年6月25日 - )は、ザンビアの元プロボクサー。
2007年にアルジェで開催されたアフリカ競技大会のボクシング競技ライトウェルター級に出場し、優勝している。2008年には北京オリンピックの代表に選ばれ開会式で選手団の旗手を務めている。競技ではライトウェルター級の1回戦で敗北している。
オリンピック後、渡米してプロに転向した。